# Aeropuerto Internacional Jorge Chávez
El Aeropuerto Internacional Jorge Chávez (IATA: LIM, OACI: SPJC) es el aeropuerto del área metropolitana de Lima-Callao, capital del Perú. Está ubicado en la provincia constitucional del Callao a unos 10 kilómetros del centro histórico de Lima. Inaugurado en 1960, concentra la gran mayoría de vuelos internacionales y la totalidad de nacionales del país sirviendo 71,200 pasajeros al día y 26 millones de pasajeros al año (2024). Lleva el nombre del aviador peruano Jorge Chávez (1887-1910) y es administrado por la empresa Lima Airport Partners (LAP), un consorcio germano-estadounidense desde 2001.
Su ubicación estratégica en la costa oeste de América del Sur lo ha convertido en un muy importante centro de conexión del subcontinente americano. Es el centro de operaciones para Sudamérica de las aerolíneas LATAM y Sky Airline. Así mismo, es uno de los cinco aeropuertos de América Latina mejor conectado en cuanto a vuelos internacionales con todo el mundo, según OAG Megahubs en 2022. Es también uno de los aeropuertos que más han crecido en la región, ya que registró un incremento del 13 % en el tráfico de pasajeros entre 2012 y 2020, lo que llevó a su ampliación entre 2019 y 2025.
Fue construido entre 1956 y 1960, remodelado entre 2002 y 2011, y la construcción de la nueva terminal se llevó a cabo entre 2017 y 2025, siendo abierta el 1 de junio de 2025, convirtiéndose en el más moderno y tecnológico y en uno de los más grandes de Sudamérica, con 935 hectáreas, superando al Aeropuerto Internacional El Dorado (Bogotá) de 690 hectáreas.
Tras su reinauguración en 2025, el aeropuerto tendrá la capacidad de recibir a 30 millones de pasajeros al año y se espera que para el año 2026, la capacidad aumente para recibir a 40 millones de pasajeros luego de las ampliaciones en el terminal que se encuentran en plena ejecución actualmente.

## Historia

### Construcción

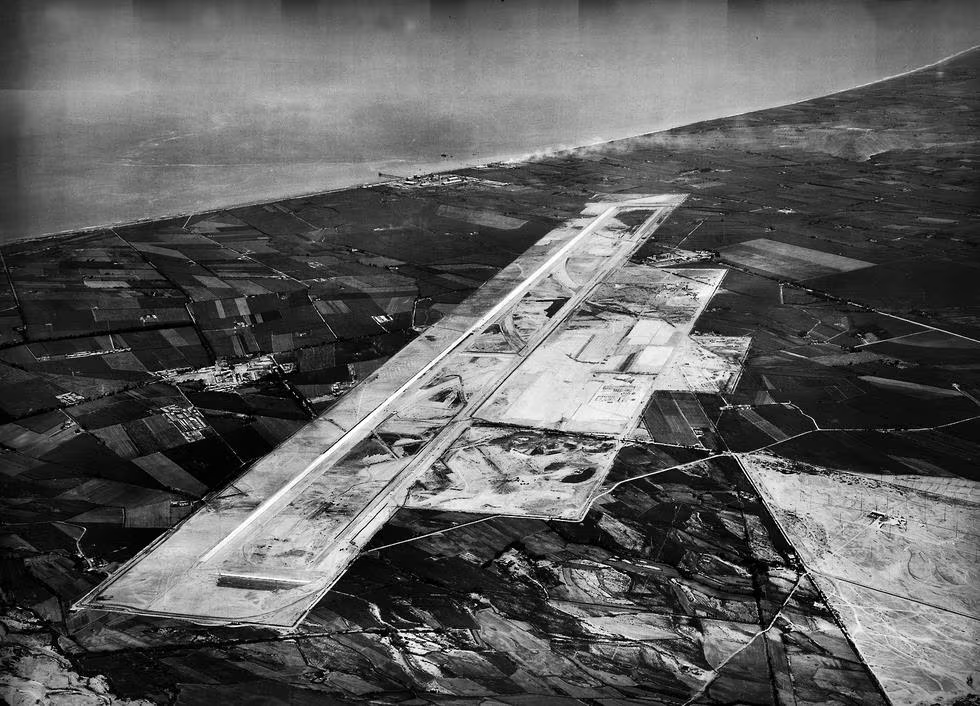
El aeropuerto durante su construcción en 1956.

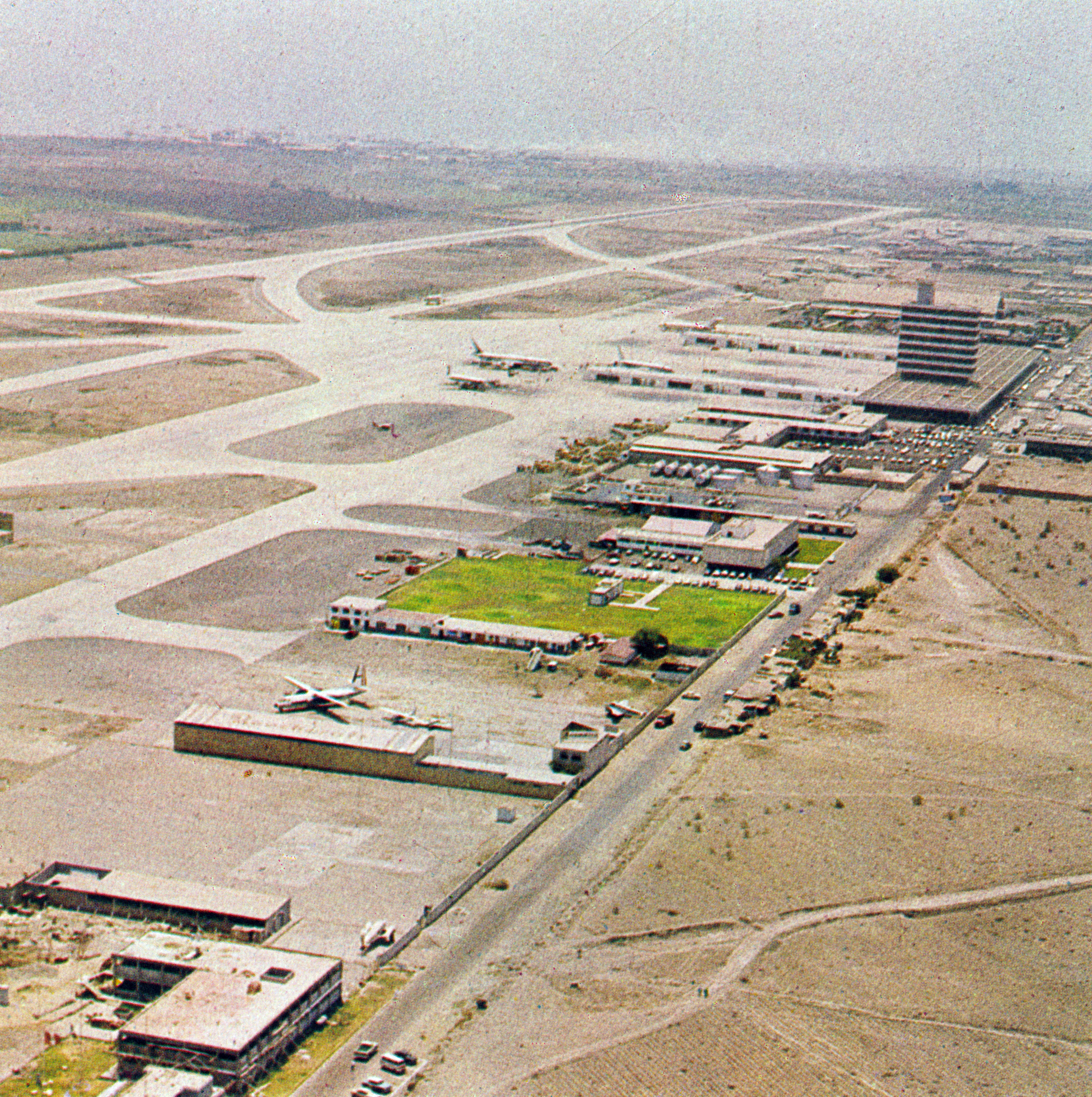
Vista aérea del Aeropuerto Internacional Jorge Chávez a finales de la década de 1960.

El aeropuerto fue construido entre 1955 y 1960 para reemplazar el antiguo aeropuerto de Limatambo, que estaba ubicado en el distrito de San Isidro, debido a que había quedado rodeado por las nuevas áreas residenciales del sureste de la ciudad de Lima. El lugar escogido fueron las inmediaciones de la Hacienda San Agustín (hacienda hoy desaparecida) en el entonces Distrito Obrero Industrial 27 de Octubre (Callao desde 1956), al noroeste de Lima, en una zona libre y entonces con poca densidad poblacional e industrial. Sin las modernas instalaciones construidas después, se realizó el primer vuelo internacional el 22 de junio de 1960; y cuatro meses después, el 29 de octubre de 1960, el presidente Manuel Prado lo inauguró con el nombre de Aeropuerto Internacional Lima-Callao. Fue rebautizado con el nombre del pionero de la aviación peruana, Jorge Chávez.
Tras ganar un concurso para diseñar los planos por los arquitectos Carlos Arana, Antenor Orrego, Jian Torres, Miguel Bao y Luis Vásquez, y 11 meses de reconstrucción, fue reinaugurado oficialmente el 30 de diciembre de 1965 por el presidente Fernando Belaúnde Terry. Fue considerado en su época como uno de los más modernos aeropuertos de América Latina. El aeropuerto no recibió mayores cambios en su infraestructura durante los siguientes 35 años, salvo aisladas remodelaciones y ampliaciones en diferentes sectores de la terminal.

### Ampliación del antiguo terminal (2001-2014)
En el año 2001 se entregó en concesión a la empresa Lima Airport Partners (LAP), un consorcio germano-estadounidense, con la finalidad de emprender su ampliación y remodelación integral. Desde el año 2019 el capital accionario de LAP es controlado por tres instituciones internacionales: Fraport AG, con el 80 % del capital social, e International Finance Corporation - IFC (brazo financiero del Banco Mundial), con el 20 % restante. Fraport AG es una empresa alemana que administra varios aeropuertos de grandes ciudades alrededor del mundo incluyendo a los de Fráncfort del Meno, Nueva Delhi, entre otros. La concesionaria Lima Airport Partners encargó el diseño de ampliación y remodelación total de la terminal de pasajeros al estudio de arquitectura Arquitectonica de Bernardo Fort Brescia. Tras tener listo el plan maestro de arquitectura, ingeniería y urbanismo, se dio inicio a las primeras obras en 2001.
En febrero de 2005 se concluye la primera fase y en enero del 2009, la segunda fase de remodelación del terminal que incluyó la renovación total de la infraestructura existente, la construcción del Centro Comercial Perú Plaza y el nuevo Concourse con 18 puertas de embarque, siete de las cuales contaban con puentes de abordaje (mangas). En junio de 2007 se inauguró el Hotel Ramada Costa del Sol de cuatro estrellas, cuyo edificio se conecta directamente con la terminal de pasajeros mediante un puente peatonal elevado. El área de plataforma para estacionamiento de aeronaves fue aumentada sumando 304 881 m². En el transcurso del mismo año se incrementó el espacio comercial en el aeropuerto en más de 1800 m².
Tras la concesión del aeropuerto al actual operador, se remodelaron y ampliaron sus instalaciones para poder manejar un tráfico de hasta 10 millones de pasajeros anuales, cantidad que al 2017, fue largamente sobrepasada, llegando hasta 23 millones de pasajeros. Debido a ello, se contempló una segunda expansión que incluye una nueva terminal y pista de aterrizaje.

### Nueva terminal (2018-actualidad)

Render de la nueva terminal en 2025.

Los terrenos adyacentes al aeropuerto pasaron en proceso de expropiación por parte del Ministerio de Transportes y Comunicaciones. La expansión formaría parte del proyecto Ciudad Aeropuerto, que incluye varias instalaciones turísticas, y contó con un presupuesto inicial de 2000 millones de dólares.
El 5 de septiembre de 2018, el consorcio liderado por la empresa FCC en conjunto con Salini Impregilo y Aecom, ganó el concurso convocado por Lima Airport Partners para el diseño y construcción del proyecto de ampliación del Aeropuerto Jorge Chávez. Se programó la entrega de la obra culminada para diciembre del año 2024.
La nueva terminal tiene una capacidad inicial de 30 millones de pasajeros al año. Cuenta con 67 plataformas de estacionamiento, 46 mangas de embarque y 56 salas de embarque. Hay una nueva cuota adicional para escala en vuelos nacionales e internacionales. Cuenta con puertas electrónicas de acceso para mayores de edad a través de documentos electrónicos y una aplicación para móviles publicada por la Superintendencia Nacional de Migraciones.
En marzo de 2025, el Ministerio de Transportes y Comunicaciones (MTC) anunció que el aeropuerto estaría sometido a las pruebas ORAT (Operational Readiness and Airport Transfer), esenciales para evaluar la preparación operativa del aeropuerto. Tras las pruebas, LAP prefirió no inaugurar el terminal ni dar una nueva fecha, ya que era necesario completar nuevas pruebas críticas del MTC y garantizar el cumplimiento de los estándares de seguridad nacionales e internacionales. En abril de 2025 se construyeron muros prefabricados para proteger la infraestructura, que se desmantelarán cuando se instalen el puente y la vía expresa.
El 31 de mayo el gobierno peruano inauguró oficialmente la nueva terminal que inició operaciones al día siguiente en sustitución de la antigua. Esta nueva terminal enfrentó varios inconvenientes, incluyendo largas esperas en los controles de migración, seguridad y equipaje, que superaron el tiempo permitido en el Manual de Referencia para el Desarrollo Aeroportuario de IATA. LAP confirmó que las antiguas instalaciones se destinarán a usos logísticos, como el mantenimiento y el estacionamiento de aeronaves, y en el futuro al comercio electrónico. Sin embargo, el MTC afirmó que existen negociaciones para reabrir las antiguas instalaciones y acceder rápidamente a ellas mediante un monorriel.
El Plan Maestro 2026, diseñado por LAP, estableció que el diseño modular de la edificación permite aumentar su capacidad de recepción de pasajeros hasta alcanzar los 60 millones de usuarios en los próximos años. Para ello, el área de la terminal se ampliará progresivamente de 160 000 m² a 250 000 m² en 2035. Una de las empresas consultoras señaló que el diseño modular también puede adaptarse a diversas circunstancias, como la reestructuración de los vuelos nacionales e internacionales o la limitación de la capacidad ante una crisis sanitaria.

## Servicios al pasajero

### Información turística
Para información turística se disponen de módulos de Iperú, ubicados en llegadas nacionales e internacionales y salidas nacionales e internacionales. Allí se reparte material informativo gratuito además de información sobre los principales destinos turísticos del Perú.

### Servicio médico
El servicio médico se brinda las 24 horas a través de las siguientes instituciones:
- Sanidad aérea: Organismo dependiente del Ministerio de Salud. Brinda servicios médicos a los pasajeros y está ubicado en la zona de llegadas nacionales del primer nivel.
- Cardio móvil: Servicio médico que cuenta con ambulancias para traslados de emergencia.

## Transporte

### Aerodirecto
Aeroexpreso fue anunciado en 2024 como una línea exclusiva para pasajeros y trabajadores del aeropuerto. Sin embargo, en junio de 2025, se denunció que el servicio no es exclusivo para ese tipo de usuarios y no cuenta con paraderos exclusivos. 
- Aerodirecto trabajadores: S/ 3.00
- Aerodirecto pasajeros: S/ 5.00

El servicio está disponible las 24 horas, con un intervalo de entre 40 minutos durante el día y 1 hora en la madrugada.

### Taxis
Existen dos puntos destinados a la recogida y el desembarque de pasajeros de taxis remixes amarillos, y taxi colectivos lanzadera, incluidos los de las aplicaciones móviles como Cabify y Uber. El sindicato de conductores profesionales de taxis amarillos presentó una demanda contra la ATU al permitir la tercerización de las autorizaciones de las empresas de taxi por aplicativo.
Precios promedio de los servicios de taxi:
- Hacia Lima Moderna: S/ 80-100
- Hacia Lima Centro: S/ 80-100
- Hacia Lima Norte: S/ 70-90
- Hacia Lima Sur: S/ 100-120
- Hacia Lima Este: S/ 100-120

### Metro de Lima
El exministro del Ministerio de Transportes y Comunicaciones, Raúl Perez-Reyes ha confirmado que el nuevo terminal no contará con conexión directa al Metro de Lima, específicamente a la Línea 4, que fue diseñada para conectarse con el antiguo terminal. El MTC ha previsto la construcción de un monorriel alimentador desde el nuevo terminal a la línea de metro mencionada.

## Infraestructura hotelera y comercial
- Hotel Costa del Sol (****)  Fue inaugurado el 12 de junio de 2007, consta de 5 niveles que incluyen un restaurante para 70 comensales, cafetería, bar, spa, piscina, gimnasio, peluquería, centro de negocios y salones para conferencias. El edificio está cubierto por paneles acústicos que aíslan el ruido de las aeronaves.

- Centro Comercial Perú Plaza: Constituido por un conjunto de tiendas y restaurantes ubicados en la terminal de pasajeros antes del ingreso a Migraciones y a la gran Concourse. En ellas se ofrece productos peruanos como artesanía, platería, textiles de alpaca, productos de cuero y una amplia gama de perfumes, licores, chocolates, revistas y otros artículos. Alberga también locales de venta de comida y bebida, incluyendo franquicias internacionales. Dispone además de agencias bancarias, teléfonos públicos, cajeros ATM y locutorio.

### Salones vip
El aeropuerto dispone de varios salones vip para el descanso de los pasajeros:
- Salón VIP Perú: Para público en general. Ingreso solamente con tarjetas de crédito acreditadas.
- Salón VIP Club: Para pasajeros de primera clase invitados por las compañías aéreas.
- Salón Sumaq VIP Lounge: Para pasajeros de clase ejecutiva y primera clase con invitaciones de la aerolínea.
- Salón Hanaq VIP Lounge: Para pasajeros con tarjeta Priority Pass.
- Salón de Autoridades: Para las autoridades de paso por el aeropuerto.
- Lounge Premium y Lounge Signatur: Creados en 2025, para clientes ejecutivos de LATAM Airlines.[41]

## Operatividad

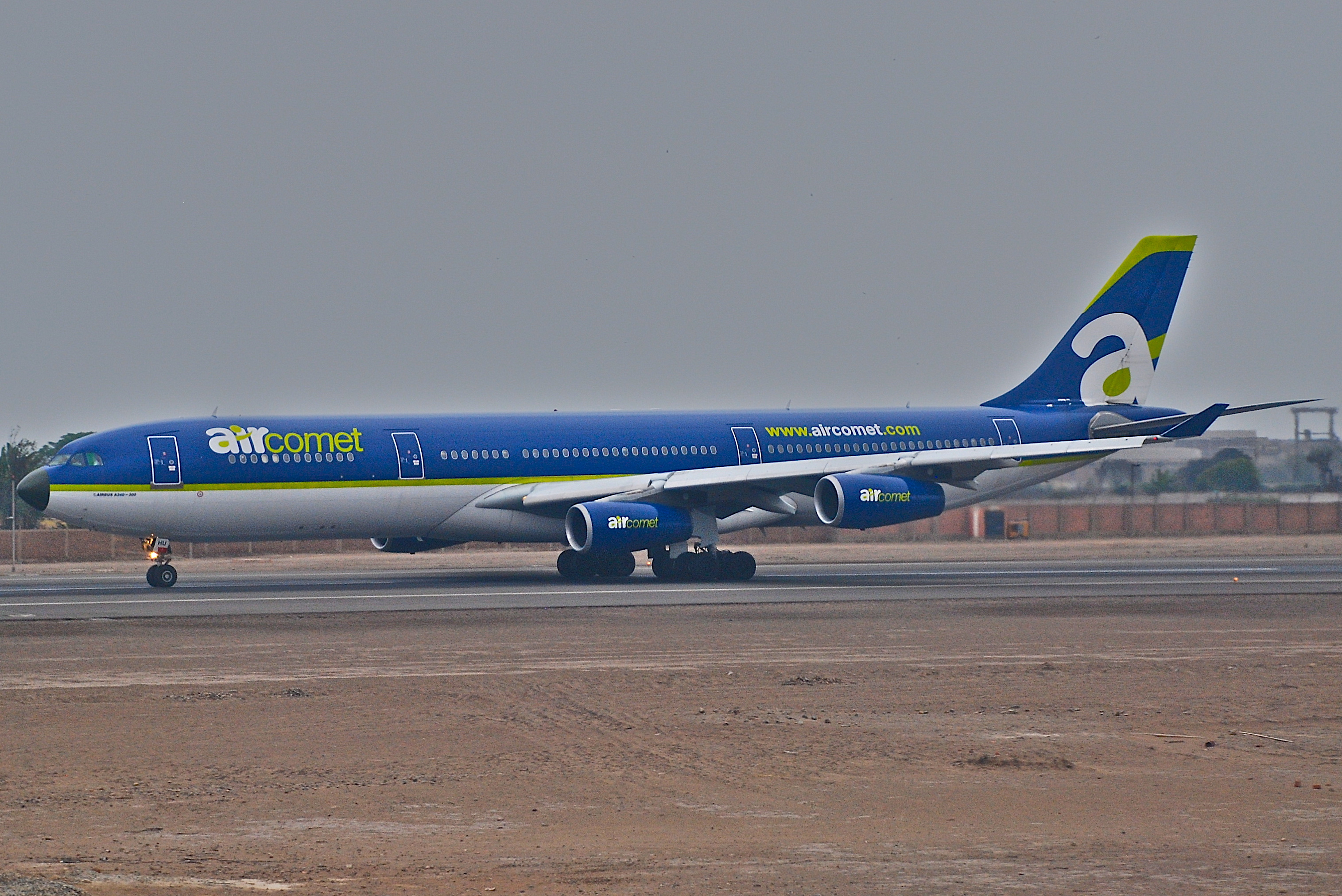
Airbus A340 de la aerolínea Air Comet en el antiguoaeropuerto Jorge Chávez. Año 2003/2004.

En la actualidad las dos pistas del Aeropuerto Internacional Jorge Chávez poseen la categoría 4E, según la Organización de Aviación Civil Internacional, lo cual lo califica como un aeropuerto capacitado para recibir aviones de gran fuselaje como el Boeing 747, Boeing 777 o el Airbus A340 que operan normalmente en el aeropuerto.

### Carga y correo

Boeing 767 de UPS Airlines en la terminal de carga del antiguo aeropuerto. Años 90’s.

Como parte del Plan Maestro del Aeropuerto Internacional Jorge Chávez, Lima Airport Partners inauguró en el año 2007 las nuevas instalaciones del Centro de Carga y Correo Aéreo. Adicionalmente la empresa Frío Aéreo inauguró un almacén de carga refrigerada, que atiende las exportaciones de perecibles. Posteriormente, fue construido y anexado el complejo llamado Lima Cargo City, un importante nuevo centro logístico adyacente al aeropuerto, el cual demandó una inversión de 35 millones de dólares y fue diseñado para albergar a los principales operadores de carga aérea.
El complejo se inauguró el 12 de mayo de 2009 y su edificio principal cuenta con más de 12 000 metros cuadrados de modernas oficinas ocupadas por 18 líneas aéreas, 5 agencias bancarias y 15 agencias de carga. Cuenta con centro de negocios, locales comerciales y estacionamientos subterráneos para 240 automóviles. De igual manera, cuenta con un acceso directo a la rampa del aeropuerto a través de un túnel de 380 metros de longitud.
Durante el año 2008 el aeropuerto recibió la certificación BASC (Business Alliance for Secure Commerce) para sus operaciones de carga y correo aéreo. Dicha certificación internacional garantiza la implementación de un Sistema de Gestión en Control y Seguridad para sus operaciones de comercio exterior. De esta manera, el Jorge Chávez se convirtió en el primer aeropuerto que BASC certifica, entre los 12 países miembros de la organización.

## Premios y reconocimientos

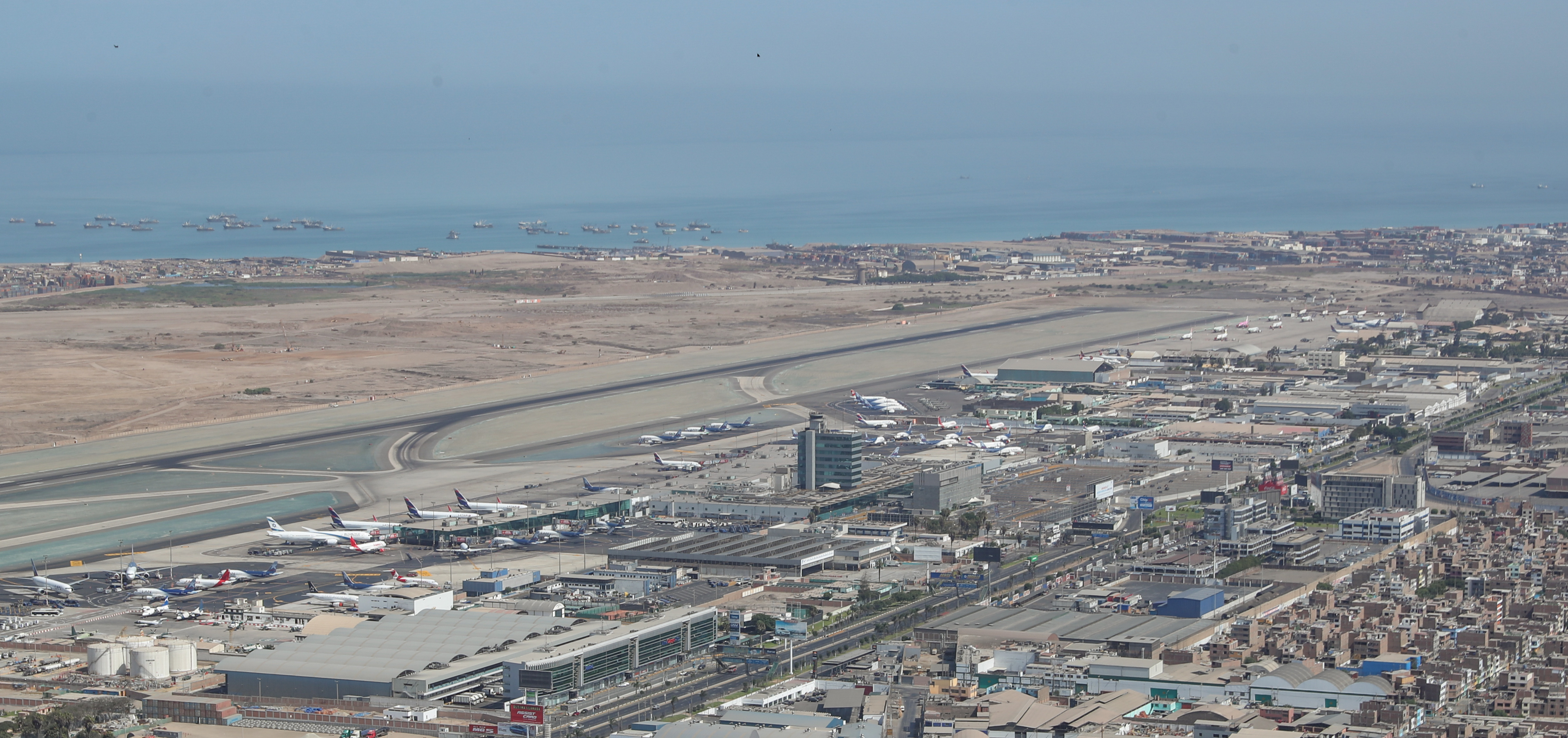
Vista aérea del antiguo aeropuerto.

### Skytrax Research
Entre 2009 y 2015, el Aeropuerto Internacional Jorge Chávez fue elegido como el «Mejor Aeropuerto de América del Sur» por Skytrax Research, una consultora de estudios de mercado especializada en temas aeroportuarios con sede en Londres, mediante votación a través de internet. En la edición de 2015, participaron más de 13 000 000 de pasajeros de 112 nacionalidades y usuarios de 550 terminales aéreos alrededor del mundo. En 2019 y 2020 el Aeropuerto Internacional Jorge Chávez volvió a recibir esta condecoración.

### World Travel Awards
En 2013 el Jorge Chávez fue distinguido por quinto año consecutivo con el World Travel Awards en la categoría de «Principal Aeropuerto de Sudamérica», mientras que el Hotel Ramada Costa del Sol ha sido nombrado «Principal Hotel de Aeropuerto de Sudamérica» en seis ocasiones.

## Accidentes e incidentes
- 27 de noviembre de 1962: El vuelo 810 de Varig era una ruta aérea comercial programada entre Río de Janeiro y Los Ángeles, con escalas en Lima, Bogotá y Ciudad de México. El avión que hacía el vuelo sufrió un grave accidente en su maniobra de aproximación antes de realizar el aterrizaje en el aeropuerto Internacional Jorge Chávez de Lima-Callao, matando a todos sus ocupantes. El avión era un Boeing 707, con registro PP-VJB, construido en 1960. Las 97 personas a bordo de las cuales 80 eran pasajeros murieron en el accidente

- 2 de octubre de 1996: El vuelo 603 de Aeroperú era un vuelo comercial programado entre el Aeropuerto Internacional Jorge Chávez y el Aeropuerto Arturo Merino Benítez en Santiago de Chile que se accidentó en el océano Pacífico, cerca de Ancón, provincia de Lima. El avión era un Boeing 757-23A, con registro N52AW, construido en 1991. Las 70 personas a bordo, de las cuales 61 eran pasajeros, murieron en el accidente.

- 19 de agosto de 2018: El vuelo 1321 de LC Perú un Bombardier Dash Q8-400 con registro N404AV realizó un aterrizaje forzado de la nariz en el Aeropuerto internacional Jorge Chávez después de que el tren de aterrizaje de la nariz no se desplegó El avión operaba un servicio doméstico desde Lima a Ayacucho. Al acercarse al Aeropuerto Coronel FAP Alfredo Mendívil Duarte de la ciudad de Ayacucho, parecía que el tren de aterrizaje de la nariz no se extendería. La tripulación de vuelo decidió regresar a Lima, donde hicieron un pase bajo sobre el aeropuerto para obtener una verificación visual del estado del tren de aterrizaje. El personal de tierra confirmó visualmente que el tren de la nariz no se había desplegado. Minutos después, después de quemar combustible por razones de seguridad, se realizó un aterrizaje de la nariz en la pista 15. Todos los pasajeros y tripulantes del avión resultaron ilesos.

- 10 de mayo de 2022: El vuelo 855 de United Airlines un Boeing 767-300 con registro N651UA era un vuelo que despego de Lima rumbo a la ciudad de Houston, en Estados Unidos, tuvo que discontinuar el vuelo, regresar a la capital peruana y ejecutar un aterrizaje de emergencia en el cual los frenos se recalentaron. Problemas técnicos en uno de los motores de la aeronave generaron el incidente en el cual todos los ocupantes resultaron ilesos.

- El 18 de noviembre de 2022: El vuelo 2213 de LATAM Perú, un Airbus A320-271N matrícula CC-BHB, chocó con un camión de bomberos en la carrera de despegue. No se reportaron heridos en el avión, sin embargo, los tres bomberos que iban en el camión murieron.

- En junio de 2024, un cortocircuito afectó a las luces de la pista principal, dejándolas apagadas. Como resultado, varios turistas extranjeros fueron afectados debido a los desvíos.[55] Corpac confirmó el cortocircuito, supuestamente causado por ratas,[56] y admitió que la segunda pista no se encontraba completamente preparada hasta su inauguración a finales del año.[57] El gerente general de la Asociación de Empresas de Transporte Aéreo Internacional denunció la falta de un plan alternativo.[58]

## Críticas y controversias

### Sindicato de controladores
Desde la década de 2000, los controladores aéreos, conformados en un sindicato, han generado que el tráfico aéreo se retrase tras amenazas de huelga, aunque el gobierno ha logrado evitar dichos paros con cuantiosos desembolsos de dinero, políticos y prensa especializada se han mostrado en desacuerdo con las acciones del sindicato.

### Denuncias por corrupción en LAP y Corpac
Con las obras del nuevo terminal, aspectos como el uso de las pistas de aterrizaje, las amenazas de huelgas del sindicato, la implementación de las torres de control, contratos fraudulentos para la iluminación, y el fallecimiento de dos bomberos durante una práctica mal coordinada, han suscitado que CORPAC y LAP, las empresas a cargo de la operación del aeropuerto sean denunciadas por corrupción e incumplimiento de labores. Así mismo, se ha denunciado el copamiento de los puestos de controladores por una mafia que impide nuevas postulaciones.

### Deficiencias en la nueva torre de control
En febrero de 2024, la Organización de Aviación Civil Internacional informó de que la nueva torre de control llevaba vidrio insulado y de doble acristalamiento que podría causar distorsiones ópticas cuando entrara en funcionamiento. El vidrio fue reemplazado posteriormente. En junio de 2025, Ositrán multó a LAP al confirmarse que la torre se había inaugurado sin cumplir los estándares técnicos.

### Retrasos en la nueva terminal
Tras su inauguración, el nuevo aeropuerto es blanco de críticias debido a retrasos de vuelos, fallas operativas, deficiencias administrativas, suspensión y cancelación de 25 vuelos nacionales por falta de abastecimiento de combustible, fallos de diseño en accesos, inaccesibilidad.
Su inauguración se planeó para noviembre de 2024, sin embargo, debido a retrasos en su construcción, accidentes y problemas en su administración, se pospuso su apertura para marzo de 2025. El portal Bloomberg criticó que las autoridades del sector transporte hubieran pospuesto la inauguración de la nueva terminal por su mala gestión. No solo criticó la crisis política que sufre Perú desde 2021, sino que también reflejó que en sus alrededores hay zonas empobrecidas y comentó que trasladarse al aeropuerto «sin subterráneo, sin carretera, sin puentes» es todo un reto.
La inauguración del nuevo aeropuerto, prevista inicialmente para el 30 de marzo de 2025, se pospuso nuevamente, estableciendo una prueba piloto en mayo de ese mismo año y una inauguración completa proyectada para junio. El Colegio de Arquitectos de Lima criticó que la nueva terminal se entregase con un diseño de interiores que no reflejaba la cultura local y que «podría ser el de un local industrial, un galpón o un almacén».
La terminal se inauguró sin terminar, con solo 27 de las 46 pasarelas de embarque disponibles para gestionar 14 000 vuelos en un mes. El Instituto Nacional de Defensa de la Competencia y de la Protección de la Propiedad Intelectual y el periodista Paolo Benza denunciaron una serie de deficiencias graves. Entre ellas, se encontraban la suspensión y cancelación repentinas de vuelos por falta de abastecimiento de combustible y la falta de acabado de la pista de rodaje para aviones grandes. Además, varias oficinas se inundaron porque el edificio estaba expuesto a un suelo húmedo.
El gerente de la Asociación de Empresas de Transporte Aéreo Internacional advirtió que las deficiencias del aeropuerto empeorarían debido a la falta de preparación para afrontar situaciones reales. El CEO de LATAM Airlines señaló que la infraestructura no está a la altura de la de otros aeropuertos internacionales.

## Aerolíneas y destinos
Desde su inauguración el 1 de junio de 2025 el nuevo aeropuerto cuenta con un total de 36 aerolíneas de pasajeros en el ámbito de vuelo comerciales operan actualmente en el Aeropuerto Internacional Jorge Chávez sirviendo a más de 71 destinos a nivel nacional e internacional y conectando a Lima con gran cobertura en América, Europa y Asia.

### Destinos internacionales
| Ciudades por países                             | Nombre del aeropuerto                                             | Aerolíneas                                                                 | Aeronave                                                            | Frecuencias semanales |
| Norteamérica                                    | Norteamérica                                                      | Norteamérica                                                               | Norteamérica                                                        | Norteamérica          |
| ----------------------------------------------- | ----------------------------------------------------------------- | -------------------------------------------------------------------------- | ------------------------------------------------------------------- | --------------------- |
| Canadá (2 destinos, 2 aerolíneas)               |                                                                   |                                                                            |                                                                     |                       |
| Montreal                                        | Aeropuerto Internacional Pierre Elliott Trudeau                   | Air Transat / Air Canada (Estacional) (Inicia 6 de diciembre del 2025)     | A321 / B787                                                         | 4                     |
| Toronto                                         | Aeropuerto Internacional Toronto Pearson                          | Air Transat / Air Canada (Estacional) (Inicia 6 de diciembre del 2025)     | A321 / B787                                                         | 5                     |
| Estados Unidos (9 destinos, 5 aerolíneas)       |                                                                   |                                                                            |                                                                     |                       |
| Atlanta                                         | Aeropuerto Internacional Hartsfield-Jackson                       | Delta Air Lines / LATAM Perú                                               | A350 / B767                                                         | 14                    |
| Fort Lauderdale                                 | Aeropuerto Internacional de Fort Lauderdale                       | Spirit Airlines (Estacional)                                               | A320                                                                | 7                     |
| Houston                                         | Aeropuerto Intercontinental George Bush                           | United Airlines                                                            | B767                                                                | 7                     |
| Los Ángeles                                     | Aeropuerto Internacional de Los Ángeles                           | LATAM Perú                                                                 | B767                                                                | 10                    |
| Miami                                           | Aeropuerto Internacional de Miami                                 | American Airlines / LATAM Perú / Sky Airline                               | A321 / B767 / A320                                                  | 39                    |
| Newark                                          | Aeropuerto Internacional Libertad de Newark                       | United Airlines                                                            | B757                                                                | 7                     |
| Nueva York                                      | Aeropuerto Internacional John F. Kennedy                          | LATAM Perú                                                                 | B767                                                                | 10                    |
| Orlando                                         | Aeropuerto Internacional de Orlando                               | LATAM Perú (Inicia 26 de octubre del 2025)                                 | A320                                                                | 7                     |
| Salt Lake City                                  | Aeropuerto Internacional de Salt Lake City                        | Delta Air Lines (Estacional) (Inicia 4 de diciembre del 2025)              | B767                                                                | 7                     |
| México (2 destinos, 4 aerolíneas)               |                                                                   |                                                                            |                                                                     |                       |
| Cancún                                          | Aeropuerto Internacional de Cancún                                | LATAM Perú / Sky Airline                                                   | B789 / B789                                                         | 23                    |
| Ciudad de México                                | Aeropuerto Internacional de la Ciudad de México                   | Aeroméxico / LATAM Perú / Volaris                                          | B787 / A320 / A320                                                  | 21                    |
| Centroamérica y El Caribe                       |                                                                   |                                                                            |                                                                     |                       |
| Aruba (1 destino, 1 aerolínea)                  |                                                                   |                                                                            |                                                                     |                       |
| Oranjestad                                      | Aeropuerto Internacional Reina Beatrix                            | LATAM Perú                                                                 | A319, A320                                                          | 3                     |
| Costa Rica (1 destino, 1 aerolínea)             |                                                                   |                                                                            |                                                                     |                       |
| San José                                        | Aeropuerto Internacional Juan Santamaria                          | LATAM Perú                                                                 | A319, A320                                                          | 7                     |
| Cuba (1 destino, 1 aerolínea)                   |                                                                   |                                                                            |                                                                     |                       |
| La Habana                                       | Aeropuerto Internacional José Martí                               | LATAM Perú                                                                 | A319, A320                                                          | 5                     |
| Curazao (1 destino, 1 aerolínea)                |                                                                   |                                                                            |                                                                     |                       |
| Willemstad                                      | Aeropuerto Internacional Hato                                     | LATAM Perú                                                                 | A319, A320                                                          | 3                     |
| El Salvador (1 destino, 1 aerolínea)            |                                                                   |                                                                            |                                                                     |                       |
| San Salvador                                    | Aeropuerto Internacional de El Salvador                           | Avianca El Salvador                                                        | A320                                                                | 7                     |
| Jamaica (1 destino, 1 aerolínea)                |                                                                   |                                                                            |                                                                     |                       |
| Montego Bay                                     | Aeropuerto Internacional Sir Donald Sangster                      | LATAM Perú                                                                 | A319, A320                                                          | 3                     |
| Panamá (1 destino, 1 aerolínea)                 |                                                                   |                                                                            |                                                                     |                       |
| Ciudad de Panamá                                | Aeropuerto Internacional Tocumen                                  | Copa Airlines                                                              | B738                                                                | 56                    |
| República Dominicana (2 destinos, 3 aerolíneas) |                                                                   |                                                                            |                                                                     |                       |
| Punta Cana                                      | Aeropuerto Internacional de Punta Cana                            | Arajet / LATAM Perú / Sky Airline                                          | B737 / A319, A320 / A320                                            | 31                    |
| Santo Domingo                                   | Aeropuerto Internacional Las Américas                             | Arajet                                                                     | B737                                                                | 3                     |
| Suramérica                                      |                                                                   |                                                                            |                                                                     |                       |
| Argentina (6 destino, 5 aerolíneas)             |                                                                   |                                                                            |                                                                     |                       |
| Buenos Aires                                    | Aeropuerto Internacional Ministro Pistarini                       | LATAM Ecuador / LATAM Perú / Sky Airline Perú                              | A319 / A320N, A321N                                                 | 28                    |
| Buenos Aires                                    | Aeroparque Jorge Newbery                                          | Aerolíneas Argentinas / JetSMART Argentina / LATAM Perú / Sky Airline Perú | B738 / A320 / A320                                                  | 21                    |
| Córdoba                                         | Aeropuerto Internacional Ingeniero Aeronáutico Ambrosio Taravella | LATAM Perú                                                                 | A319, A320                                                          | 10                    |
| Mendoza                                         | Aeropuerto Internacional Gobernador Francisco Gabrielli           | LATAM Perú                                                                 | A319, A320                                                          | 5                     |
| Rosario                                         | Aeropuerto Internacional Rosario Islas Malvinas                   | LATAM Perú                                                                 | A320                                                                | 3                     |
| Salta                                           | Aeropuerto Internacional de Salta Martín Miguel de Güemes         | LATAM Perú                                                                 | A319, A320                                                          | 3                     |
| Tucumán                                         | Aeropuerto Internacional Teniente Benjamín Matienzo               | LATAM Perú (Inicia 14 de diciembre del 2025)                               | A320                                                                | 3                     |
| Bolivia (2 destinos, 2 aerolíneas)              |                                                                   |                                                                            |                                                                     |                       |
| Santa Cruz de la Sierra                         | Aeropuerto Internacional Viru Viru                                | Boliviana de Aviación / LATAM Perú                                         | B738 / A320                                                         | 14                    |
| La Paz                                          | Aeropuerto Internacional El Alto                                  | Boliviana de Aviación / LATAM Perú                                         | B738 / A320                                                         | 10                    |
| Brasil (6 destinos, 3 aerolíneas)               |                                                                   |                                                                            |                                                                     |                       |
| Brasilia                                        | Aeropuerto Internacional Presidente Juscelino Kubitschek          | LATAM Perú                                                                 | A320                                                                | 7                     |
| Curitiba                                        | Aeropuerto Internacional Afonso Pena                              | LATAM Perú                                                                 | A320                                                                | 4                     |
| Florianópolis                                   | Aeropuerto Internacional Hercílio Luz                             | LATAM Perú (Inicia 2 de diciembre del 2025)                                | A320                                                                | 4                     |
| Porto Alegre                                    | Aeropuerto Internacional Salgado Filho                            | LATAM Perú                                                                 | A320                                                                | 5                     |
| Rio de Janeiro                                  | Aeropuerto Internacional de Galeao                                | LATAM Perú                                                                 | A320                                                                | 7                     |
| Sao Paulo                                       | Aeropuerto Internacional de Sao Paulo Guarulhos                   | LATAM Brasil / LATAM Perú / Sky Airline Perú                               | A320 / A320, A320N / A320, A320 / A320, A320                        | 31                    |
| Chile (2 destinos, 4 aerolíneas)                |                                                                   |                                                                            |                                                                     |                       |
| Antofagasta                                     | Aeropuerto Internacional Andrés Sabella                           | LATAM Perú                                                                 | A320                                                                | 5                     |
| Santiago de Chile                               | Aeropuerto Internacional Arturo Merino Benítez                    | JetSmart / LATAM Chile / LATAM Perú / Sky Airline                          | A320N, A321NX / A320, B788, B789 / A319, A320, B789 / A320N, A321NX | 96                    |
| Colombia (3 destinos, 4 aerolíneas)             |                                                                   |                                                                            |                                                                     |                       |
| Bogota                                          | Aeropuerto Internacional El Dorado                                | Avianca / LATAM Colombia / LATAM Perú                                      | A320, A20N / A320 / A319, A320, A20N, B763                          | 67                    |
| Cartagena de Indias                             | Aeropuerto Internacional Rafael Núñez                             | JetSMART Perú / LATAM Perú                                                 | A320, A20N / A319, A320, A20N                                       | 17                    |
| Medellín                                        | Aeropuerto Internacional José María Córdova                       | Avianca (Finaliza 30 de agosto del 2025) / JetSMART Perú / LATAM Perú      | A320, A20N / A320N / A320, A20N                                     | 14                    |
| Ecuador (2 destinos, 4 aerolíneas)              |                                                                   |                                                                            |                                                                     |                       |
| Guayaquil                                       | Aeropuerto Internacional José Joaquín de Olmedo                   | LATAM Ecuador                                                              | A319                                                                | 14                    |
| Quito                                           | Aeropuerto Internacional Mariscal Sucre                           | JetSMART Perú / LATAM Perú / LATAM Ecuador                                 | A320 / A319, A320 / A319                                            | 21                    |
| Paraguay (1 destino, 1 aerolínea)               |                                                                   |                                                                            |                                                                     |                       |
| Asunción                                        | Aeropuerto Internacional Silvio Pettirossi                        | LATAM Paraguay                                                             | A320, A320N                                                         | 7                     |
| Uruguay (1 destino, 1 aerolínea)                |                                                                   |                                                                            |                                                                     |                       |
| Montevideo                                      | Aeropuerto Internacional de Carrasco                              | LATAM Perú / Sky Airline Perú                                              | A319, A320 / A320N                                                  | 10                    |
| Europa                                          |                                                                   |                                                                            |                                                                     |                       |
| España (1 destino, 4 aerolíneas)                |                                                                   |                                                                            |                                                                     |                       |
| Madrid                                          | Aeropuerto de Madrid-Barajas                                      | Air Europa / LATAM Perú / Iberia / Plus Ultra Líneas Aéreas                | B787 / B787 / A350 / A330                                           | 31                    |
| Francia (1 destino, 1 aerolínea)                |                                                                   |                                                                            |                                                                     |                       |
| París                                           | Aeropuerto de París-Charles de Gaulle                             | Air France                                                                 | A359, B773                                                          | 9                     |
| Países Bajos (1 destino, 1 aerolínea)           |                                                                   |                                                                            |                                                                     |                       |
| Ámsterdam                                       | Aeropuerto de Ámsterdam-Schiphol                                  | KLM                                                                        | B777 , B787                                                         | 7                     |
| Turquía (1 destino, 1 aerolínea)                |                                                                   |                                                                            |                                                                     |                       |
| Estambul                                        | Aeropuerto de Estambul                                            | Turkish Airlines (Inicia segundo semestre de 2025)                         | A350                                                                | 7                     |
| Total: 49 destinos, 23 países, 30 aerolíneas    |                                                                   |                                                                            |                                                                     |                       |

### Destinos suspendidos
| Destinos                                    | Nombre del aeropuerto                                       | Aerolíneas                                                                         |
| Norteamérica                                | Norteamérica                                                | Norteamérica                                                                       |
| ------------------------------------------- | ----------------------------------------------------------- | ---------------------------------------------------------------------------------- |
| Canada (1 destino, 1 aerolínea)             |                                                             |                                                                                    |
| Vancouver                                   | Aeropuerto Internacional de Vancouver                       | Canadian Pacific Air Lines                                                         |
| Estados Unidos (3 destinos, 2 aerolíneas)   |                                                             |                                                                                    |
| Dallas                                      | Aeropuerto Internacional de Dallas-Fort Worth               | American Airlines                                                                  |
| San Francisco                               | Aeropuerto Internacional de San Francisco                   | LATAM Perú                                                                         |
| Washington D. C.                            | Aeropuerto Internacional de Washington-Dulles               | LATAM Perú                                                                         |
| México (1 destinos, 1 aerolíneas)           |                                                             |                                                                                    |
| Acapulco                                    | Aeropuerto Internacional de Acapulco                        | Aerolíneas Peruanas                                                                |
| Centroamérica y El Caribe                   |                                                             |                                                                                    |
| Bahamas (1 destino, 1 aerolínea)            |                                                             |                                                                                    |
| Nassau                                      | Aeropuerto Internacional Lynden Pindling                    | British Overseas Airways                                                           |
| Bermudas (1 destino, 1 aerolínea)           |                                                             |                                                                                    |
| Hamilton                                    | Aeropuerto Internacional L.F. Wade                          | British Overseas Airways                                                           |
| Bonaire (1 destino, 1 aerolínea)            |                                                             |                                                                                    |
| Kralendijk                                  | Aeropuerto Internacional Flamingo                           | KLM                                                                                |
| Cuba (1 destino, 1 aerolínea)               |                                                             |                                                                                    |
| Varadero                                    | Aeropuerto Juan Gualberto Gómez                             | AeroPerú                                                                           |
| Guatemala (1 destino, 1 aerolínea)          |                                                             |                                                                                    |
| Ciudad de Guatemala                         | Aeropuerto Internacional La Aurora                          | Avianca Perú                                                                       |
| (1 destino, 1 aerolínea)                    |                                                             |                                                                                    |
| Puerto Principe                             | Aeropuerto Internacional Toussaint Louverture               | Aero Continente                                                                    |
| Honduras (1 destino, 1 aerolínea)           |                                                             |                                                                                    |
| Tegucigalpa                                 | Aeropuerto Internacional Toncontín                          | Aerolíneas Peruanas                                                                |
| La Ceiba                                    | Aeropuerto Internacional Golosón                            | LANSA (Perú)                                                                       |
| Jamaica (1 destino, 1 aerolínea)            |                                                             |                                                                                    |
| Kingston                                    | Aeropuerto Internacional Norman Manley                      | Lufthansa                                                                          |
| Puerto Rico (1 destino, 1 aerolínea)        |                                                             |                                                                                    |
| San Juan                                    | Aeropuerto Internacional Luis Muñoz Marín                   | Lufthansa                                                                          |
| Trinidad y Tobago (1 destino, 1 aerolínea)  |                                                             |                                                                                    |
| Puerto España                               | Aeropuerto Internacional de Piarco                          | Aerolíneas Peruanas                                                                |
| Suramérica                                  |                                                             |                                                                                    |
| Bolivia (1 destino, 1 aerolíneas)           |                                                             |                                                                                    |
| Cochabamba                                  | Aeropuerto Internacional Jorge Wilstermann                  | Lloyd Aéreo Boliviano                                                              |
| Brasil (3 destinos, 2 aerolínea)            |                                                             |                                                                                    |
| Campinas                                    | Aeropuerto Internacional de Campinas                        | Cielos Airlines                                                                    |
| Manaos                                      | Aeropuerto Internacional Eduardo Gomes                      | Americana de aviación / Americana de aviación                                      |
| Rio Branco                                  | Aeropuerto Internacional de Rio Branco                      | Americana de aviación                                                              |
| Chile (7 destino, 3 aerolíneas)             |                                                             |                                                                                    |
| Arica                                       | Aeropuerto Internacional Chacalluta                         | Aero Continente                                                                    |
| Balmaceda                                   | Aeródromo Balmaceda                                         | Aero Continente                                                                    |
| Calama                                      | Aeropuerto El Loa                                           | LATAM Perú                                                                         |
| Concepción                                  | Aeropuerto Carriel Sur                                      | LATAM Perú / JetSMART                                                              |
| Iquique                                     | Aeropuerto Internacional Diego Aracena                      | LATAM Perú                                                                         |
| Puerto Montt                                | Aeropuerto Internacional El Tepual                          | Aero Continente                                                                    |
| Punta Arenas                                | Aeropuerto Internacional Presidente Carlos Ibáñez del Campo | Aero Continente                                                                    |
| Colombia (3 destinos, 3 aerolíneas)         |                                                             |                                                                                    |
| Barranquilla                                | Aeropuerto Internacional Ernesto Cortissoz                  | Aerolíneas Peruanas                                                                |
| Cali                                        | Aeropuerto Internacional Alfonso Bonilla Aragón             | LATAM (Perú)                                                                       |
| Cúcuta                                      | Aeropuerto Internacional Camilo Daza                        | JetSmart                                                                           |
| Leticia                                     | Aeropuerto Internacional Alfredo Vásquez Cobo               | LC Perú                                                                            |
| Guyana Francesa (1 destino, 1 aerolínea)    |                                                             |                                                                                    |
| Cayena                                      | Aeropuerto de Cayenne-Rochambeau                            | Air France                                                                         |
| Venezuela (2 destino, 5 aerolíneas)         |                                                             |                                                                                    |
| Caracas                                     | Aeropuerto Internacional de Maiquetía Simón Bolívar         | Aeropostal / Avior Airlines / Conviasa / Estelar Latinoamérica / TACA Perú / Viasa |
| Valencia                                    | Aeropuerto Internacional Arturo Michelena                   | Avior Airlines                                                                     |
| Europa                                      |                                                             |                                                                                    |
| Alemania (2 destinos, 1 aerolíneas)         |                                                             |                                                                                    |
| Fráncfort del Meno                          | Aeropuerto Internacional de Fráncfort del Meno              | Lufthansa                                                                          |
| España (1 destino, 1 aerolínea)             |                                                             |                                                                                    |
| Barcelona                                   | Aeropuerto Josep Tarradellas Barcelona-El Prat              | LATAM Perú                                                                         |
| Ireland (1 destino, 1 aerolínea)            |                                                             |                                                                                    |
| Dublin                                      | Aeropuerto Internacional de Shannon                         | Aeroflot                                                                           |
| Italia (2 destinos, 1 aerolíneas)           |                                                             |                                                                                    |
| Milán                                       | Aeropuerto de Milán-Malpensa                                | Alitalia                                                                           |
| Roma                                        | Aeropuerto de Roma-Fiumicino                                | Alitalia                                                                           |
| Luxemburgo (1 destino, 1 aerolíneas)        |                                                             |                                                                                    |
| Ciudad de Luxemburgo                        | Aeropuerto de Luxemburgo                                    | Aeroflot                                                                           |
| Portugal (1 destinos, 1 aerolíneas)         |                                                             |                                                                                    |
| Lisboa                                      | Aeropuerto de Lisboa                                        | KLM                                                                                |
| Reino Unido (2 destinos, 2 aerolíneas)      |                                                             |                                                                                    |
| Londres                                     | Aeropuerto de Londres-Heathrow                              | LATAM Perú                                                                         |
| Londres                                     | Aeropuerto de Londres-Gatwick                               | British Airways                                                                    |
| Rusia (1 destinos, 1 aerolíneas)            |                                                             |                                                                                    |
| Moscú                                       | Aeropuerto Internacional de Moscú-Sheremétievo              | Aeroflot                                                                           |
| Suiza (1 destino, 1 aerolíneas)             |                                                             |                                                                                    |
| Zúrich                                      | Aeropuerto Internacional de Zúrich                          | KLM                                                                                |
| Asia                                        |                                                             |                                                                                    |
| Japón (1 destino, 1 aerolínea)              |                                                             |                                                                                    |
| Tokio                                       | Aeropuerto Internacional de Haneda                          | Air France                                                                         |
| Oceania                                     |                                                             |                                                                                    |
| Chile (1 destino, 1 aerolínea)              |                                                             |                                                                                    |
| Isla de Pascua                              | Aeropuerto Internacional Mataveri                           | LATAM Perú                                                                         |
| Polinesia Francesa (1 destino, 1 aerolínea) |                                                             |                                                                                    |
| Papeete                                     | Aeropuerto Internacional Faa'a                              | Air France                                                                         |

### Balance tráfico de pasajeros (nacional e internacional)
| Año  | Estadísticas Anuales Pasajeros en el Aeropuerto Internacional Jorge Chavez |
| 2008 | 8,285,688                                                                  |
| 2009 | 8,786,973                                                                  |
| 2010 | 10,278,493                                                                 |
| 2011 | 11,904,553                                                                 |
| 2012 | 13,330,290                                                                 |
| 2013 | 14,908,772                                                                 |
| 2014 | 16,170,035                                                                 |
| 2015 | 17,575,919                                                                 |
| 2016 | 19,286,158                                                                 |
| 2017 | 22,662,280                                                                 |
| 2018 | 23,659,099                                                                 |
| 2019 | 23,578,290                                                                 |
| 2020 | 7,841,944                                                                  |
| 2021 | 11,215,750                                                                 |
| 2022 | 19,579,851                                                                 |
| 2023 | 22,876,785                                                                 |
| 2024 | 26,085,552                                                                 |

### Rutas nacionales
| Puesto | Ciudad           | Pasajeros (2024) | Aerolíneas                              |
| ------ | ---------------- | ---------------- | --------------------------------------- |
| 1      | Cusco            | 300 000          | LATAM Perú, Sky Airline Perú            |
| 2      | Arequipa         | 250 000          | LATAM Perú, Sky Airline Perú            |
| 3      | Iquitos          | 250 921          | LATAM Perú, Sky Airline Perú, Star Perú |
| 4      | Tarapoto         | 220 338          | LATAM Perú, Sky Airline Perú, Star Perú |
| 5      | Piura            | 215 001          | LATAM Perú, Sky Airline Perú            |
| 6      | Pucallpa         | 200 308          | LATAM Perú, Sky Airline Perú, Star Perú |
| 7      | Chiclayo         | 200 450          | LATAM Perú, Star Perú                   |
| 8      | Juliaca          | 60 070           | LATAM Perú, Sky Airline Perú            |
| 9      | Tumbes           | 155 871          | LATAM Perú, Sky Airline Perú            |
| 10     | Trujillo         | 155 336          | LATAM Perú, Sky Airline Perú            |
| 11     | Talara           | 100 255          | LATAM Perú                              |
| 12     | Cajamarca        | 100 287          | LATAM Perú, Star Perú                   |
| 13     | Tacna            | 100 088          | LATAM Perú                              |
| 14     | Puerto Maldonado | 75 386           | LATAM Perú                              |
| 15     | Jaén             | 75 515           | LATAM Perú                              |
| 16     | Ayacucho         | 65 500           | LATAM Perú, Sky Airline Perú            |
| 17     | Jauja            | 65 736           | LATAM Perú, Sky Airline Perú            |
| 18     | Huánuco          | 65 092           | Atsa Airlines, Star Perú                |
| 19     | Tingo María      | 65 422           | Atsa Airlines                           |
| 20     | Chachapoyas      | 60 000           | Atsa Airlines                           |
| 21     | Punta Sal        | 60 000           | Atsa Airlines, Wayra Perú               |
| 22     | Huaraz           | 51 000           | LATAM Perú                              |

### Rutas internacionales
| Puesto | Ciudad                  | Pasajeros | Variación % (vs. 2022) | Aerolíneas                                                                                       |
| ------ | ----------------------- | --------- | ---------------------- | ------------------------------------------------------------------------------------------------ |
| 1      | Santiago de Chile       | 1 155 074 | 35,67%                 | JetSmart, JetSMART Perú, LATAM Airlines, LATAM Perú, Sky Airline, Sky Airline Perú, Avianca Perú |
| 2      | Madrid                  | 675 573   | 19,34%                 | Air Europa, Iberia, LATAM Perú, Plus Ultra Líneas Aéreas                                         |
| 3      | Miami                   | 661 864   | 18,39%                 | American Airlines, LATAM Perú, Sky Airline Perú, Avianca Perú                                    |
| 4      | Bogotá                  | 634 462   | 18,58%                 | Avianca, LATAM Perú, Sky Airline Perú, Wingo, Avianca Perú                                       |
| 5      | Buenos Aires            | 540 639   | 67,67%                 | Aerolíneas Argentinas, JetSMART Argentina, LATAM Perú, Sky Airline Perú, Avianca Perú            |
| 6      | Ciudad de Panamá        | 521 425   | 6,34%                  | Copa Airlines                                                                                    |
| 7      | Cancún                  | 409 104   | 30,69%                 | LATAM Perú, Sky Airline Perú, Volaris, Avianca Perú                                              |
| 8      | São Paulo               | 310 430   | 65,88%                 | LATAM Brasil, LATAM Perú, Sky Airline Perú, Avianca Perú                                         |
| 9      | Ciudad de México        | 290 229   | 11,23%                 | Aeroméxico, LATAM Perú, Volaris, Avianca Perú                                                    |
| 10     | Punta Cana              | 232 129   | 32,10%                 | LATAM Perú, Sky Airline Perú, AraJet, Avianca Perú                                               |
| 11     | Los Ángeles             | 199 905   | 62,60%                 | LATAM Airlines, LATAM Perú                                                                       |
| 12     | Ámsterdam               | 198 863   | 4,88%                  | KLM Royal Dutch Airlines                                                                         |
| 13     | Fort Lauderdale         | 180 141   | 9,92%                  | JetBlue Airways                                                                                  |
| 14     | París                   | 177 762   | 36,21%                 | Air France                                                                                       |
| 15     | Nueva York              | 171 741   | 32,94%                 | LATAM Airlines, LATAM Perú, Avianca Perú                                                         |
| 16     | Atlanta                 | 167 991   | 34,89%                 | Delta Air Lines                                                                                  |
| 17     | Quito                   | 161 477   | 102,88%                | LATAM Perú, JetSMART Perú, Avianca Perú, Aeroregional                                            |
| 18     | Manaos                  | 146 786   | 37,93%                 | Avianca Perú                                                                                     |
| 19     | Santa Cruz de la Sierra | 115 236   | 60,20%                 | Boliviana de Aviación, LATAM Perú, Avianca Perú                                                  |
| 20     | Houston                 | 110 459   | 9,38%                  | United Airlines                                                                                  |
| 21     | Medellín                | 102 071   | 20,15%                 | LATAM Perú, JetSMART Perú, Avianca Perú                                                          |
| 22     | Rio Branco              | 98 284    | 10,06%                 | Avianca Perú                                                                                     |
| 23     | Guayaquil               | 96 481    | 56,21%                 | Avianca Ecuador, LATAM Ecuador, JetSMART Perú, Avianca Perú                                      |
| 24     | Newark                  | 84 177    | (+)                    | United Airlines                                                                                  |
| 25     | Río de Janeiro          | 77 825    | 171,19%                | LATAM Perú, Avianca Perú                                                                         |
| 26     | Curitiba                | 75 027    | (+)                    | Avianca Perú                                                                                     |
| 27     | Concepción              | 69 127    | 186,28%                | Avianca Perú                                                                                     |
| 28     | San José                | 64 211    | 5,76%                  | LATAM Perú, Volaris Costa Rica, Avianca Perú                                                     |
| 29     | Córdoba                 | 62 615    | 57,06%                 | LATAM Perú, Avianca Perú                                                                         |
| 30     | Brasilia                | 60 925    | (+)                    | LATAM Perú, Avianca Perú                                                                         |
| 31     | La Paz                  | 59 417    | 37,88%                 | Boliviana de Aviación, LATAM Perú, Avianca Perú                                                  |
| 32     | Cartagena de Indias     | 56 648    | 101,25%                | JetSMART Perú, LATAM Airlines, LATAM Perú, Avianca Perú                                          |
| 33     | Ciudad de Guatemala     | 54 586    | 56,27%                 | Avianca Perú                                                                                     |
| 34     | Montevideo              | 53 472    | 22,65%                 | LATAM Perú, Avianca Perú                                                                         |
| 35     | San Salvador            | 52 688    | 40,54%                 | Avianca Perú                                                                                     |
| 36     | La Habana               | 51 521    | (+)                    | Avianca Perú                                                                                     |
| 37     | Asunción                | 43 271    | 24,41%                 | LATAM Paraguay, Avianca Perú                                                                     |
| 38     | Mendoza                 | 32 518    | (+)                    | LATAM Perú, Avianca Perú                                                                         |
| 39     | Porto Alegre            | 28 535    | 107,12%                | LATAM Perú, Avianca Perú                                                                         |
| 40     | Antofagasta             | 22 166    | (+)                    | LATAM Airlines, Avianca Perú                                                                     |
| 41     | Caracas                 | 22 007    | (+)                    | LATAM Perú, Avianca Perú                                                                         |
| 42     | Santo Domingo           | 16 730    | 724,54%                | AraJet, Avianca Perú                                                                             |
| 43     | Cali                    | 12 037    | 3,02%                  | LATAM Perú, Avianca Perú                                                                         |
| 44     | Toronto                 | 9 490     | (+)                    | Air Transat                                                                                      |
| 45     | Montreal                | 9 345     | (+)                    | Air Transat                                                                                      |

## Aeropuertos cercanos
Los aeropuertos más cercanos son:
- Aeropuerto Capitán FAP Renán Elías Olivera Pisco (180km)
- Aeropuerto Internacional Capitán FAP Carlos Martínez de Pinillos (490km)
- Aeropuerto Internacional Capitán FAP David Abensur Rengifo (492km)
- Aeropuerto Mayor General FAP Armando Revoredo Iglesias (565km)
- Aeropuerto Internacional Alejandro Velasco Astete (583km)
- Aeropuerto Internacional Rodríguez Ballón (766km)